# كوكة (معجنات)
الكُوكة معجنات تُصنع وتُؤكل في قطلونية قطاع أرغون معظم بلنسية جزر البليار أندورة وفي قطلونية الفرنسية. توجد في جميع أنحاء البحر الأبيض المتوسط أطباق نموذجية مماثلة.

## التشابه
ثمة العديد من أنواع الكوكة أربعة أصناف رئيسية: حلو ومالح ومغلق ومفتوح. كلهم يستخدمون العجين مكونًا رئيسًا، ثم يُزين بعد ذلك. يمكن أن تكون هذه العجينة حلوة أو مالحة. إن كان حلوًا فيُضاف البيض والسكر وإن كان مالحًا فيُضاف إليه الخميرة والملح. فيما يتعلق بالإضافات فيها أو الحشوة، فإن الأسماك والخضروات معتادة على الساحل بينما تُفضل الفاكهة والمكسرات والجبن واللحوم في الداخل. يمكن أن تكون بعض أنواع الكوكة حلوة ومالحة (عادة ما تخلط اللحوم والفواكه).

## وصفات مماثلة على طول البحر الأبيض المتوسط
الكوكة هي نوعٌ قطلوني من طبق متوسطي ولها نظراء محلية في جميع أنحاء البحر الأبيض المتوسط وخاصة نوعها اللذيذ. بصرف النظر عن إيطاليا يوجد كعكات وفطائر ومعجنات مماثلة في بلدان أُخَر أيضًا. أربعة أمثلة هي الكوكة الجزائرية وهي مجموعة متنوعة من الكوكة القطلونية، وعادة ما تُقدم بتزة مربعة مغلقة مليئة بالبصل والفلفل الأحمر والطماطم والتوابل أو على شكل إمبنادة التي تنتمي إلى نفس عائلة الكومة ؛ بسلاديير من بربنصة؛ لجم بعجين من تركيا ولقمة الملكة من فرنسا وبلجيكا ولُكسِمبُرغ حيث تعد من الأطباق الوطنية. وبالمثل يمكن العثور على الفطائر الحلوة في جميع أنحاء أوربة. كعكة عيد الغطاس تقليدي في قسطانية وكذلك في مناطق الثقافة القطولنية جزءًا من عطلة رأس السنة الجديدة.

## الصور

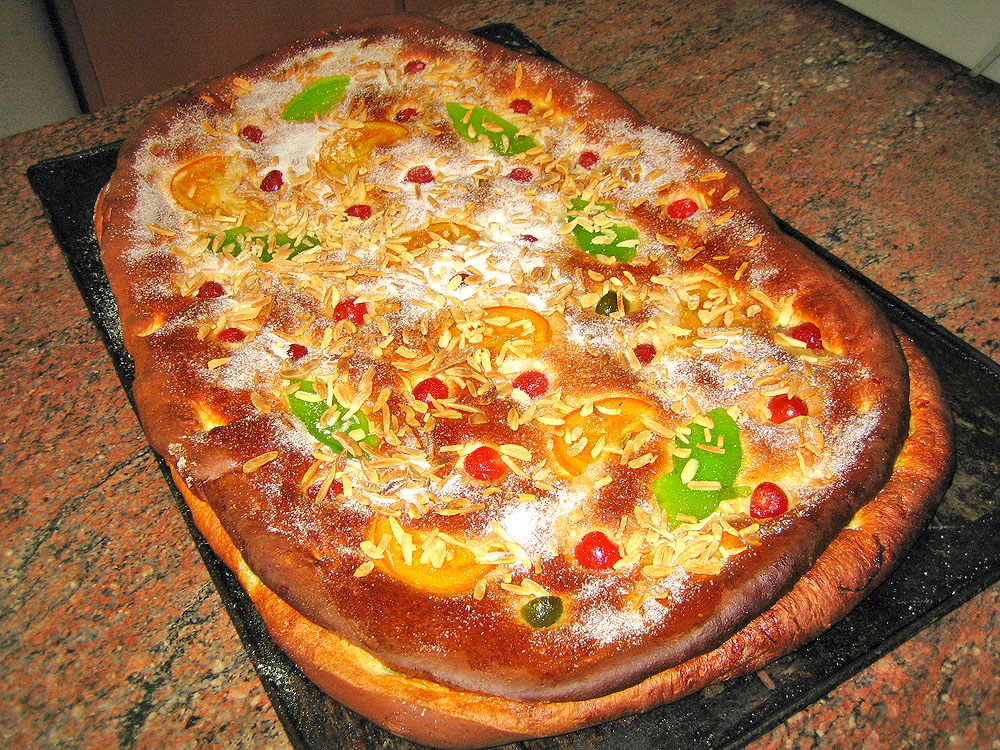
كوكة الصنت خوخان هي كوكة حلوة بالفواكه المسكرة والصنوبر نموذجية للاحتفال الصيفي في قطلونية
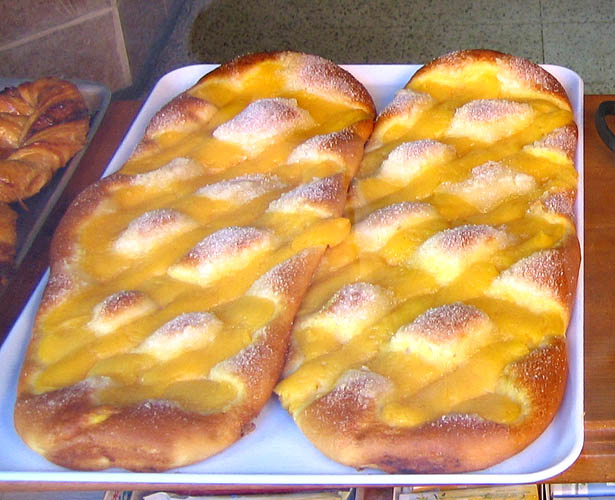
كوكة القشدة القطلونية مثال على الكوكة الحلوة
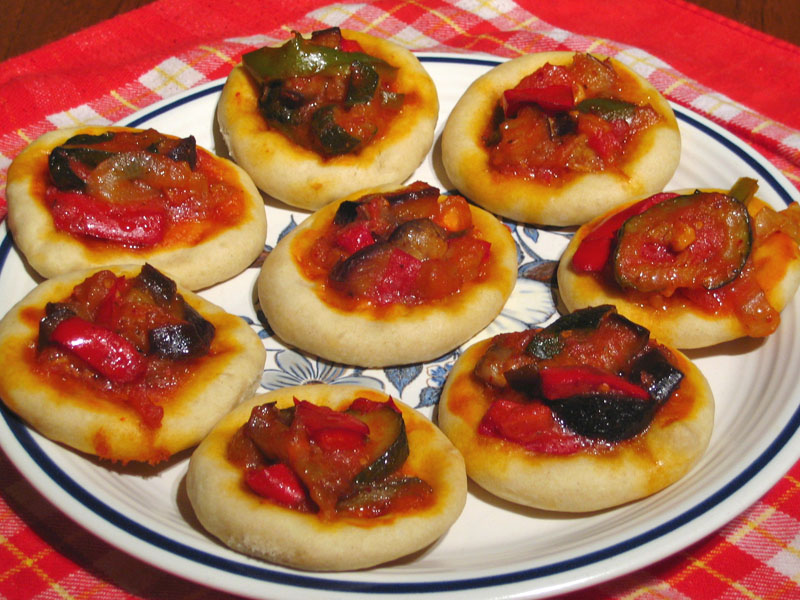
كوكة المُلَّدُور صنف بلنسي من الكوكة مع سمفينة طبق مشابه لرَتَتُوي مثال على الكوكة اللذيذة